# حركة استقلال تايوان
حركة استقلال تايوان (بالإنجليزية: Taiwan Independence Movement) حركة سياسية تسعى إلى نيل اعتراف دولي رسمي بتايوان كدولة مستقلة ذات سيادة ومعارضة للتوحيد الصيني.
في الوقت الراهن، يُعد الوضع السياسي في تايوان غامضًا. إذ تسيطر جمهورية الصين (تايوان)، وهي دولة تقيم علاقات دبلوماسية رسمية مع خمس عشرة دولة عضو في الأمم المتحدة تعترف بها، على تايوان وجزر أخرى. تؤكد إدارة جمهورية الصين (تايوان) الحالية أن تايوان بلد يتمتع باستقلال مسبق بصفته آر أو سي (جمهورية الصين) ولذا فليس عليه الضغط للحصول على أي نوع من الاستقلال الذاتي.
يمكن أن يكون استخدام عبارة استقلال تايوان مبهمًا. فإذا ما أعرب بعض المؤيدين صراحةً عن موافقتهم على استقلال تايوان، فإنهم قد يشيرون إما إلى فكرة اقامة جمهورية تايوان المستقلة رسميًا، أو إلى فكرة أن تايوان قد أصبحت مرادفًا لجمهورية الصين الحالية وأنها تتمتع باستقلالٍ مسبق (كما يتجلى في مفهوم بلد واحد على كل جانب). يدعو بعض المؤيدين إلى استثناء أرخبيلي كنمن وماتسو، اللذان تسيطر عليهما تايوان ولكنهما جزءاً من البر الصيني الرئيسي.
يحظى استقلال تايوان بدعم التحالف الأخضر في تايوان، فيما يعارضه التحالف الأزرق الذي يسعى إلى الإبقاء على وضع جمهورية الصين (آر أو سي) الراهن المبهم نوعًا ما بموجب إجماع عام 1992، أو إلى إعادة توحيدها جزئيًا مع البر الصيني الرئيسي في مرحلةٍ ما.
تعارض حكومة جمهورية الصين الشعبية (بّي آر سي) الاستقلال التايواني لأنها تعتقد أن تايوان والبر الصيني الرئيسي يشكلان جزأين من أراضي بلدٍ واحد. إذ صاغت «مبدأ الصين الواحدة»، حيث لا يجوز للدول الأجنبية إقامة علاقاتٍ دبلوماسيةٍ رسمية مع بّي آر سي إلا بشرط أن تتخلى عن جميع علاقاتها الدبلوماسية الرسمية مع آر أو سي وعن الاعتراف الرسمي بها. وباستخدام نفوذها الاقتصادي، نجحت بّي آر سي في إجبار العديد من البلدان على سحب اعترافها الرسمي بجمهورية آر أو سي.

## خلفية
مع نهاية الحرب اليابانية الصينية الأولى عام 1895، تنازلت إمبراطورية تشينغ العظيمة عن تايوان لصالح إمبراطورية اليابان بموجب معاهدة شيمونوسيكي. ومع نهاية الحرب العالمية الثانية والحرب اليابانية الصينية الثانية، وُضعت تايوان تحت سيطرة جمهورية الصين (آر أو سي) بالنيابة عن حلفاء الحرب العالمية الثانية. أعلنت آر أو سي، التي كانت آنذاك الحكومة المعترف بها لكل من الصين وتايوان، أن تايوان قد «أعيدت» إلى الصين؛ التًصرف الذي يُعد غير قانوني.
في فترة 1949-1950، أخرج الحزب الشيوعي الصيني (سي بّي سي) حكومة آر أو سي من الصين وأعادها إلى تايوان (بالإضافة إلى بعض الجزر الصينية الصغيرة)، خلال أحداث الحرب الصينية الأهلية. في ذلك الوقت، لم تُوقع أي معاهدة تنص على نقل تايوان إلى الصين رسميًا. اختارت جمهورية آر أو سي تايباي عاصمةً مؤقتة (للصين) وأعلنت عن تطبيق «القانون العرفي» في عام 1949.وعُلقت «مؤقتًا» ما تُسمى بالمؤسسات الديمقراطية في آر أو سي.
بعد تعليق الديمقراطية في تايوان التي تسيطر عليها آر أو سي، حول الكومينتانغ (الحزب القومي الصيني) في آر أو سي، في واقع الأمر، تايوان إلى دكتاتورية. أسفرت فترة تطبيق القانون العرفي الذي كان قائمًا في تايوان منذ عام 1949 حتى عام 1987 عن إدانات غير القانونية وإعدامات عرضية لألاف من الناشطين الديمقراطيين الصينيين والتايوانيين وغيرهم من المنشقين. أصبحت تلك الفترة تُعرف في اللغة العامية باسم «الرعب الأبيض».
في عام 1987، أزال الكومينتانغ قبضته عن السلطة وألفى القانون العرفي في تايوان. لم يكن ذلك ناجمًا عن ضغوطٍ من الناشطين في مجال الاستقلال/الديمقراطية في تايوان فحسب، بل أيضًأ عن ضغوطٍ من الولايات المتحدة بعد اغتيال مواطنها هنري ليو على أيدي أفراد عصابة إجرامية من الثالوث استأجرتها المخابرات العسكرية التابعة لجمهورية الصين. من ذلك الوقت فصاعدًا، تمكنت الأحزاب الساعية إلى نيل الديمقراطية من السيطرة على تايوان.
أدى النشاط الديمقراطي داخل تايوان إلى نشوء مجموعة من الأحزاب السياسية ذات التوجه الاستقلالي. ابرزها الحزب الديمقراطي التقدمي (دي بّي بّي)، الذي تولى السلطة بعد أن انتُخب ثلاث مرات انتخابًا ديمقراطيًا. ما تزال الهيئة الحاكمة في تايوان تُعرف على أنها «جمهورية الصين»، إلا أن حزب دي بّي بّي احتل العديد من المؤسسات وغيرها في بعض الأحيان، الأمر الذي أدى إلى ظهور نظرية مضمونها «جمهورية آر أو سي هي تايوان».
يثور جدل حول ما إذا كانت تايوان قد حققت مسبقًا الاستقلال الفعلي بموجب دستور جمهورية الصين الذي تم تعديله عام 2005. فما تزال بّي آر سي والكومينتانغ يظنان أن «الحرب الأهلية الصينية لم تنته بعد». توصل هذان المعسكران السياسيان إلى «إجماع عام 1992» من أجل ترسيخ وضع تايوان كمقاطعة من مقاطعات «الصين». وبدافع الانتقام، يحاول حزب دي بّي بّي التوصل إلى «إجماع تايوان».

## الوضع السياسي الراهن في تايوان
يتألف نظام الحكم المسيطر فعليًا على تايوان من مجموعة من الأحزاب السياسية التي تشير إلى بلدها إما باسم «تايوان (جمهورية الصين)» أو «الصين (جمهورية الصين)». فلا يوجد توافقُ حقيقيُ في الآراء داخل البلد بشأن الوضع البلد نفسه، في وقتٍ ينقسم فيه البلد إلى فصيلين رئيسيين معروفين باسم «التحالف الأزرق» و «التحالف الأخضر». يرى أحزاب التحالف الأزرق، الذي يقوده الكومينتانغ (الحزب القومي الصيني أو كي إم تي) أن بلدهم (بما في ذلك تايوان) هو الصين ولا يعترفون بشرعية جمهورية الصين الشعبية (بّي آر سي)، التي يعتبرونها احتلالًا لما تبقى من الصين من قبل القوات المتمردة؛ إذ يشيرون إلى تايوان، حيث يعيشون فعلًا، أنها «تايوان، المنطقة المستقلة في جمهورية الصين». ومن ناحيةٍ أخرى، يعتقد أحزاب التحالف الأخضر، الذي يقوده حاليًا الحزب الديمقراطي التقدمي (دي بّي بّي)، أن بلدهم يقتصر على تعريف تايوان الجغرافي (بما في ذلك الجزر التابعة لتايوان وأرخبيل بسكادورز)، وربما حتى بعض الجزر النائية الصغيرة، ولا يطالبون فعليًا بالسيادة على الصين.
علاوة على ذلك، يتصل النزاع الإقليمي على تايوان بالعديد من النزاعات الإقليمية الأخرى في شرق آسيا، وبالأخص النزاع على جزر سينكاكو/دياويوتاي ونزاعات أخرى مختلفة على جزر بحر الصين الجنوبي. فيما يتعلق بالنزاع المذكور أولًا، يعزى ذلك إلى اعتقاد كل من جمهورية بي آر سي والتحالف الأزرق بأن جزر سينكاكو/دياويوتاي تُعد جزءاً من تعريف تايوان الجغرافي، على الرغم من أنها حاليًا تحت السيطرة اليابان فضلًا عن خضوعها للحكم الياباني منذ أواخر القرن التاسع عشر، ونتيجة لذلك، فإن مصالبة الصين بجزر سينكاكو/دياويوتاي، هي بكل بساطة امتداد للمطالبة الصينية بتايوان. وفي غضون ذلك، ففيما يتعلق بالنزاعات المذكورة ثانيًا، تبقى تايوان/آر أو سي مسيطرة على بعض جزر بحر الصين الجنوبي، ويطالب التحالف الأزرق بالسيادة على كافة الجزر التابعة لبحر الصين الجنوبي. وأخيرًا، ثمة نقطة بالغة الأهمية متعلقة بالنزاع الإقليمي على تايوان وهي أن تايوان/آر أو سي ما زالت تسيطر على عدد قليل من الجزر غير التايوانية التابعة للصين؛ إذ تُعرّف جزر أرخبيل كنمن (كومو) وجزر أرخبيل ماتسو، الخاضعة لسيطرة تايوان/آر أو سي، من الناحية الجغرافية على أنهما جزءاً من مقاطعة فوجيان، الصين (ضمن تايوان/آر أو سي، يُعاملان على أنهما جزءاً من تعريف مقاطعة فوجيان، الصين الذي وضعه التحالف الأزرق).